# Tadten
Tadten (en húngaro: Mosontétény) es una ciudad localizada en el Distrito de Neusiedl am See, estado de Burgenland, Austria.
- Datos: Q661072
- Multimedia: Tadten / Q661072

1. ↑  Worldpostalcodes.org, código postal n.º 7162.